# Alain Degois
Pour les articles homonymes, voir Degois.
Alain Degois dit « Papy », né en juillet 1963 à Clermont-Ferrand, est un homme de théâtre français.
Ancien directeur de la compagnie théâtrale Déclic Théâtre de Trappes, il est actuellement metteur en scène.

## Biographie
Né à Clermont-Ferrand, Alain Degois est abandonné par sa mère quelques mois après sa naissance, qui le confie à une famille adoptive installée à Trappes, Pauline et Lucien,.
Il doit son surnom de « Papy » à son imitation de Papy Mougeot dans le sketch Le Schmilblick de Coluche.
Il commence sa vie professionnelle en tant qu'éducateur à la protection judiciaire de la jeunesse, l'amenant à travailler avec des jeunes en prison.

### Trappes et la compagnie Déclic Théâtre
Inspiré et nourri par le travail de Jacques Livchine et Hervée de Lafond, pionniers du théâtre de rue avec la compagnie le Théâtre de l'Unité, implantés à Saint-Quentin-en-Yvelines, Alain Degois fonde la compagnie théâtrale Déclic Théâtre à Trappes, en 1993.
Il reprend et développe le projet Trappes Impro initié par Jean Jourdan qui permet à plusieurs centaines d'élèves des collèges de Trappes et de pratiquer l'improvisation théâtrale. Ce projet est étendu ensuite à tous les collèges de l'agglomération, puis sur le plan national en partenariat avec la Fondation Culture & Diversité.
Il met en scène de nombreuses créations mêlant comédiens amateurs et professionnels et multiplie les projets en tous genres. Ainsi en 2001 il crée Marmite FM, radio locale donnant la parole aux habitants.
Il y découvre de nombreux talents comme Sophia Aram, Arnaud Tsamere, Issa Doumbia et surtout Jamel Debbouze,,. Il rencontre ce dernier à l'automne 1990, alors que Jamel Debbouze est élève au collège Gustave-Courbet de Trappes.
Alain Degois quitte la compagnie fin 2013 pour fonder sa société de production « AD2 production »,. Il devient ensuite directeur artistique du Jamel Comedy Club et professeur de théâtre au lycée franco-marocain de Rabat. Il se concentre alors essentiellement sur son activité de metteur en scène.

### Reconnaissance institutionnelle
En 2013, il est nommé par Aurélie Filippetti au rang de chevalier des Arts et des Lettres. La ministre de la Culture salue "une forme artistique en mouvement et fondée sur la participation et l’engagement de chacun".
Il publie aux éditions Kero, Made in Trappes un ouvrage avec des éléments autobiographiques, portant une analyse sur les difficultés des banlieues populaires et proposant des réponses culturelles,.
Depuis 2013 il signe la mise en scène de spectacles pour de nombreux artistes parmi lesquels, Blanche Gardin, Sébastian Marx, Bun Hay Mean, Monsieur Fraize ou Issa Doumbia. Plusieurs artistes racontent comment il leur a redonné un souffle artistique après une période compliquée et comment il les a révélés à eux-mêmes,.
En parallèle, il poursuit son engagement pour la transmission de la pratique théâtrale en allant à la rencontre des jeunes dans toute la France,,,,,. Il assure notamment la direction artistique du Trophée d'Impro de la Fondation Culture & Diversité et dirige de nombreux comédiens et metteurs en scène dans leur travail d'éducation artistique et culturelle,.

### Collaboration avec la Comédie-Française
Depuis 2016, il invente avec la Comédie-Française le dispositif Répertoire, improvisation, un partout qui forme les enseignants des académies de Créteil, Paris et Versailles à l'improvisation théâtrale et sa place dans la création contemporaine, en collaboration avec Eric Ruf administrateur général et les comédiens de la troupe,,.
Cette collaboration abouti en 2022 à un jumelage culturel entre la ville de Trappes et la Comédie-Française,,. Elle voit également le 24 juin 2022, la première soirée depuis la création de la Comédie-Française, consacrée à un projet extérieur avec la finale du Trophée d'Impro Culture & Diversité,.
Il poursuit ce travail de mise en scène exigeant en dirigeant au Théâtre du Rond-Point pour la saison 2022/2023, les artistes Chloé Olivères et Marc Fraize, tous deux salués par la critique,,

## Ouvrage
- Made in Trappes, éditions Kero, 7 février 2013, 247 p. (ISBN 978-2366580129).

## Distinctions
- 2013 :  Chevalier de l'ordre des Arts et des Lettres[40],[41]
- 2020 :  Chevalier de l'ordre national du Mérite[42]